# 八甲田山

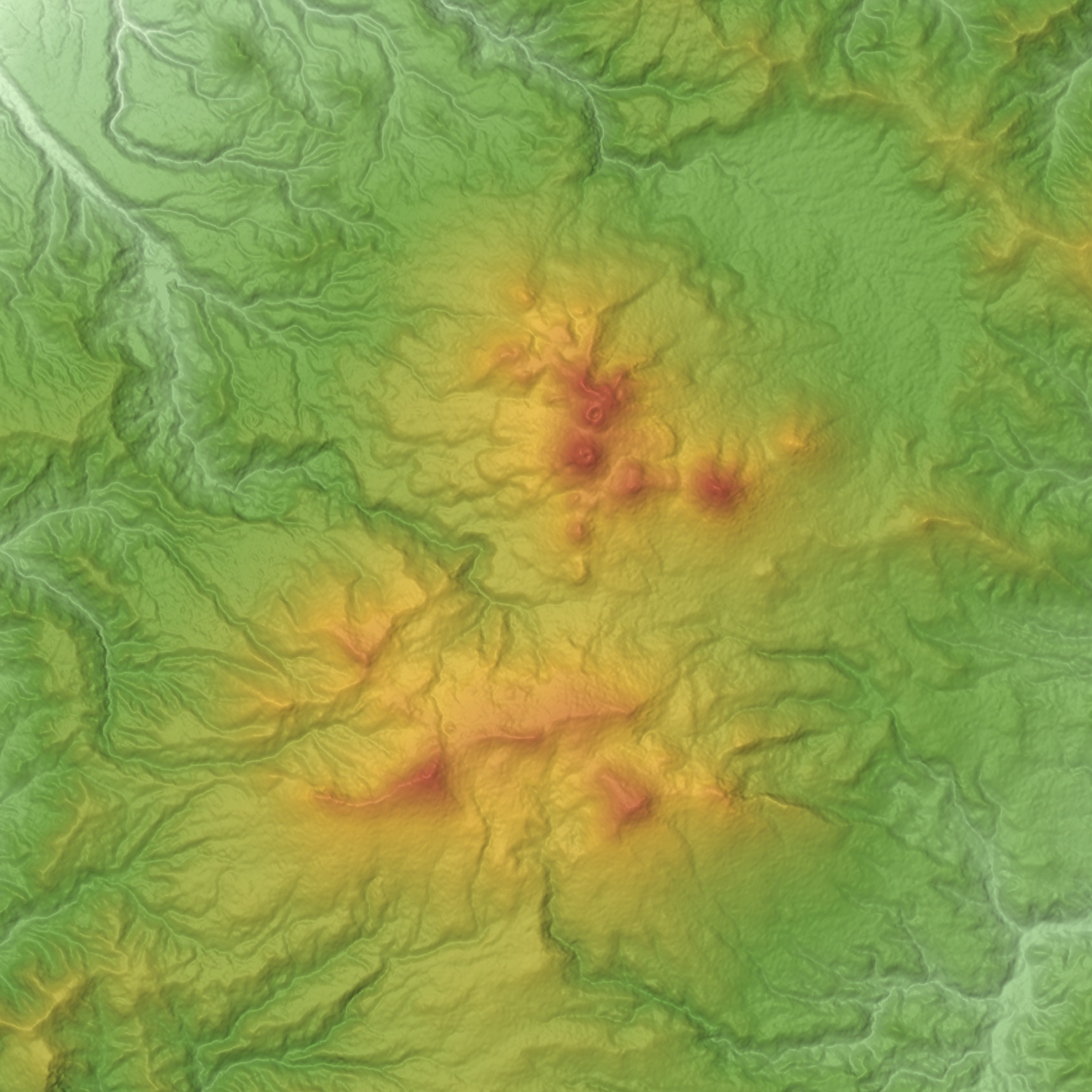
八甲田火山の地形図
上、北八甲田火山群（後カルデラ火山）
下、南八甲田火山群（先カルデラ火山）
右上、八甲田カルデラ

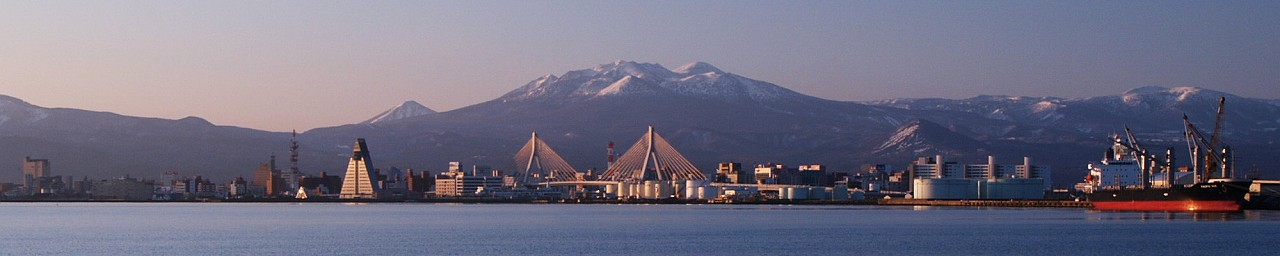
北方の青森港から見た八甲田山。中央が北八甲田火山群で右が南八甲田火山群

八甲田山（はっこうださん）は、青森市の南側にそびえる大岳（標高1,585m）を主峰とする18の山々からなる複数火山の総称。日本百名山の一つ。

## 概要
「八甲田山」と名がついた単独峰が存在するわけではなく複数の成層火山や溶岩円頂丘で構成される火山群である。青森県のほぼ中央に位置し、約20km南には十和田湖が位置する。東北地方の脊梁奥羽山脈の北端である。
主峰は大岳（八甲田大岳）の標高1,585m。これは青森県の最高峰「岩木山」標高1,625mに次ぐ高さである。
八甲田山周辺は広く十和田八幡平国立公園に指定されている。また、八甲田山周辺は田代平や寒水沢上流の一部を除く広い範囲が国有林や保安林に指定されているほか、大岳周辺から蔦温泉周辺にかけて国指定の鳥獣保護区特別保護地区に指定されている。八甲田山は2016年12月1日より気象庁指定の常時観測火山となっている。
周辺は世界でも有数の豪雪地帯である。明治35年に青森の歩兵第五連隊が雪中行軍の演習中に記録的な寒波に由来する吹雪に遭遇し、210名中199名が遭難死した事件（八甲田雪中行軍遭難事件）が発生、それを基に新田次郎の小説『八甲田山死の彷徨』が書かれ映画化もされている。なお、陸上自衛隊青森駐屯地に駐屯する第5普通科連隊も、（遭難死した青森歩兵5連隊の隊員慰霊も兼ねて）毎年厳冬期に八甲田山系での冬季雪中戦技演習を行なっている。

## 命名の由来
命名の由来について「新撰陸奥国志」によれば、八の（たくさんの）甲（たて）状の峰と山上に多くの田代（湿原）があるからという。
中道等は、『十和田村史』で菅江真澄の『とわだのうみ』や『いはてのやま』を引いて、1407年（応永14年）の『三国伝記』の「奴可（ぬか）の岳」から、十和田の古称の「糠檀（こうだ）の岳」が発祥したとする説を紹介し、菅江真澄の博識ぶりに感服している。『三国伝記』では、あるとき、女が難蔵に向かって言うことには「この言両（ことわけ）の嶺の西三里に、奴可（ぬか）の嶺という所に池があり、その池に八頭（やまた）の大蛇（おろち）がいる。私を妻として1月のうち上旬の15日は奴可の池に住んで、下旬の15日はこの池に住んでいるので、今はちょうど来る時期です。心してください」という記述がある。これが、南祖坊と八郎太郎が初めて登場するくだりである（三湖伝説）。この奴可が、八甲田山東部の郡の古名、糠部（ぬかのぶ）郡の由来になり、のちに音読され糠檀（こうだ）の岳に変わったと言うのである。これより先に、元禄のはじめに南部藩に逗留した京都の医師の松井道圓の作とされる『吾妻むかし物語』でも、この説は言及されており、菅江真澄は南部藩周遊中にこの本を読んだ可能性がある。
糠檀の文字を最初に記録しているのは1731年（享保16年）の『津軽一統志』の中の1536年（天文5年）の『津軽郡中名字』で「津軽と糠部の境、糠檀ノ嶽に湖水有、地神五代より始まる也。数ヶ年に至て大同二年斗賀の霊験堂の宗徒、南蔵坊と云法師、八竜を追出し十湾の沼に入る。今天文五年まで及八百余歳也。」である。以来、八甲田の呼び方はコウダとハツコウダ（ヤツコウダ）の2つに大別される。1645年（正保2年）の絵地図では八甲田山を津軽藩は「かうたの嶽」、南部藩は「高田嶽」としており、共に公式名はコウダだったことが分かる。

## 八甲田山系

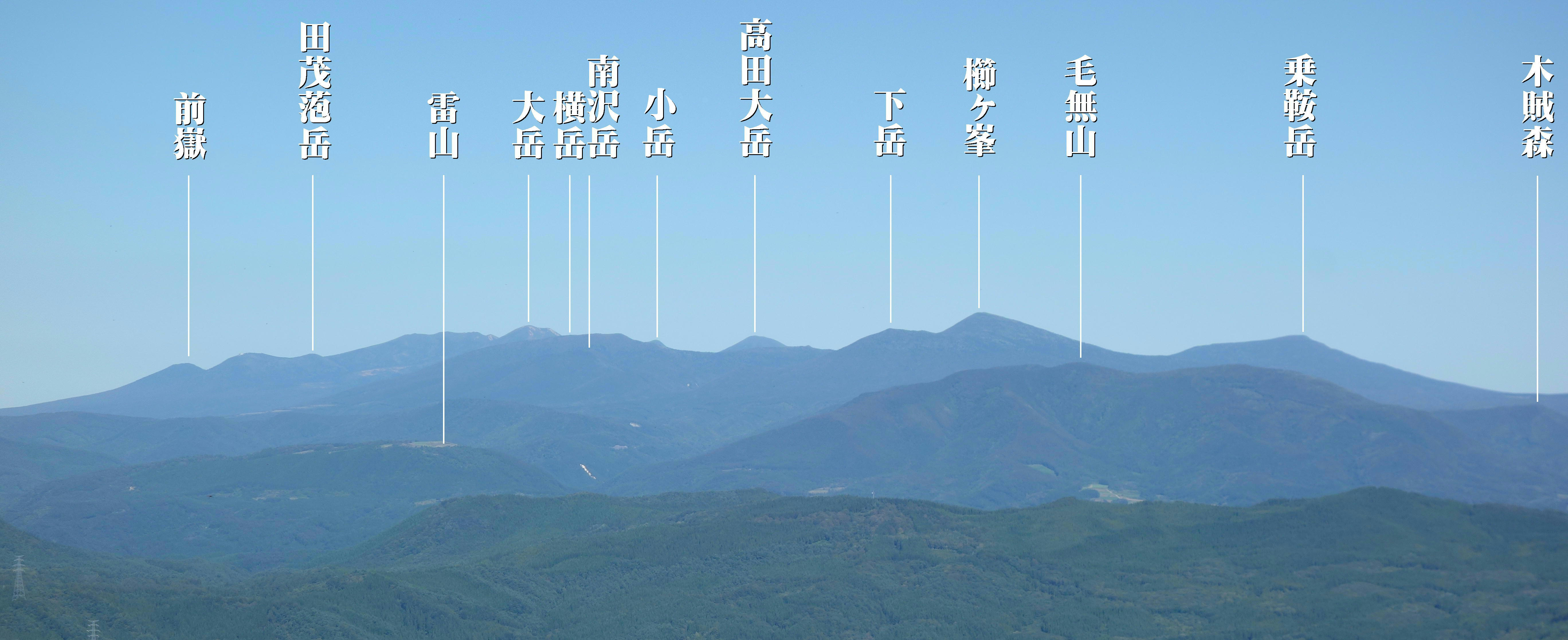
南西の阿闍羅山より見た八甲田山

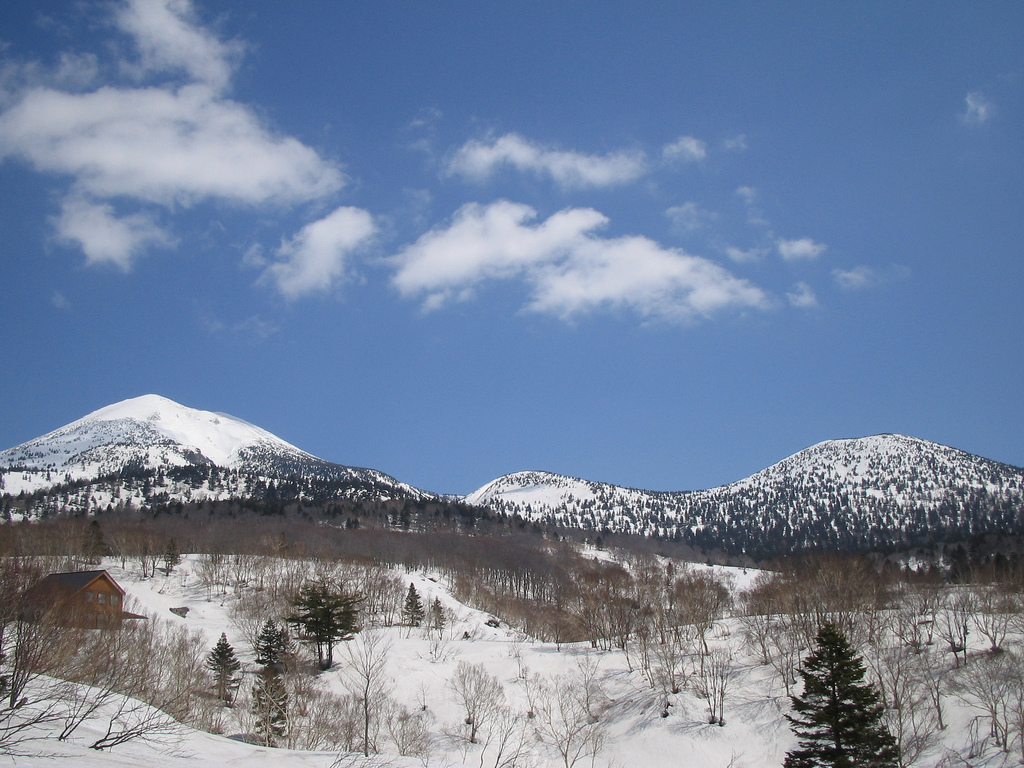
大岳(左)と硫黄岳(右)を西から

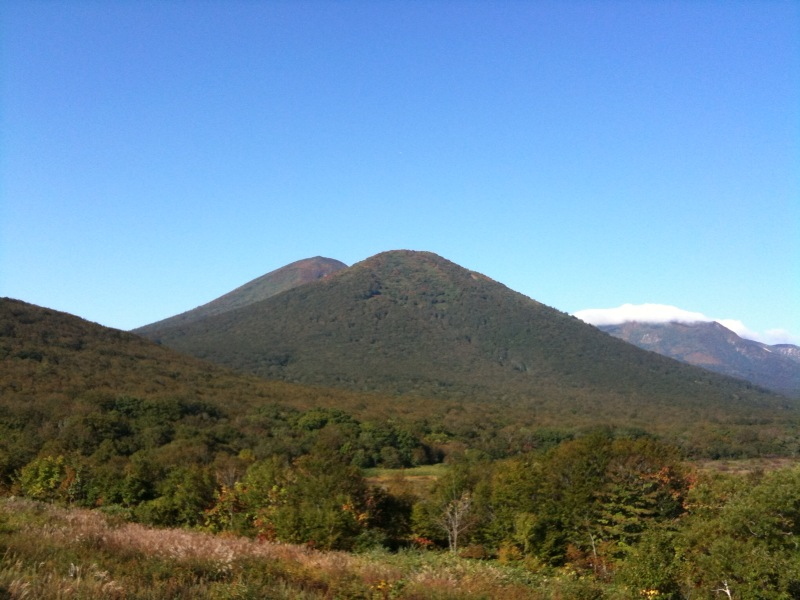
溶岩ドームの雛岳を東北東から望む。雛岳に重なるように高田大岳が左に見えている。右奥で雲の掛かっているのが八甲田大岳。

八甲田山系は八甲田大岳を盟主として南北2群の火山よりなり、その中間に睡蓮沼を含む湿原地帯がある。
山系を構成する山々は国道103号・国道394号の重複道路を境に、北部八甲田山系と南部八甲田山系に分かれて、後者の方が地層が古い。
北部八甲田山系
北部より前嶽・田茂萢岳 (1,324m) ・赤倉岳 (1,548m) ・井戸岳 (1,550m) ・大岳 (1,584m) ・小岳 (1,478m) ・高田大岳 (1,559m) ・雛岳 (1,240m) ・硫黄岳（八甲田） (1,360m) ・石倉岳(1,202m)
南部八甲田山系
北部より逆川岳 (1,183m)・横岳(1,339m) ・猿倉岳 (1,354m) ・駒ヶ峯 (1,416m) ・櫛ヶ峯 (1,517m) ・乗鞍岳（八甲田）(1,450m) ・南部赤倉岳（1,290m）
全国的にはさほど高くはない1600mに満たない山地ではあるが、青森県を東西に二分し、それぞれの気候の特徴に大きな影響を与えている。夏季は太平洋から冷たく湿った北東からの季節風「やませ」が吹き込み、青森県の太平洋側は濃霧・冷害に見舞われる。対して八甲田山の西側は優良な稲作地帯で、弥生時代の水田跡が発見されている。冬季は日本海から湿った北西の季節風が吹き、津軽地方に雪をもたらす。一方、八甲田山の東側は晴天率が高く降雪も少ない。夏冬いずれも、八甲田山によるフェーン現象であると考えられている。
高田大岳は登山道がほぼ一直線に頂上までつながっており、八甲田山系の登山道の中で最も厳しいコースとして有名である。

## 地形と噴火史
八甲田山は、その南に位置する十和田湖と同じく、カルデラを有する火山群である。広い湿原のある田代平近辺の窪地がカルデラの北半分に相当し、南半分はカルデラ形成後に噴火した八甲田大岳などの火山群が盛り上がっている。櫛ケ峯（1,517m）のある南八甲田は古い先カルデラ火山に相当する。カルデラを形成した巨大噴火は、調査されているだけで過去2回（65万年前と40万年前）発生した。南八甲田は2回目のカルデラ噴火の前に火山活動を終えている。北八甲田はカルデラ南半分を埋める形で16万年前から活動を始め、繰り返し噴火しながら多数の（余り大きくない）成層火山を形成した。歴史時代の記録では溶岩を流出するような大きな噴火は無いが、山群の所々から火山ガスが噴気している。

### 観測体制
気象庁や防災科学技術研究所等の地震観測施設により地震の観測が行われている
。
東北地方太平洋沖地震（2011年3月11日）以降、八甲田山周辺を震源とする地震が増加した。また、2013年2月以降、山頂直下を震源とする地震が散発的に発生した。一方、GPS観測により山体が膨張してるように見えるとして2013年6月18日に気象庁が観測機器を新たに設置し、監視を強化したことが報道された。2013年7月からは、東北大学噴火予知研究観測センターらによる広帯域地震観測が実施されている。また、2013年9月には、東京大学地震研究所と東北大学噴火予知研究観測センターらによる12箇所の観測点による重力臨時観測が実施された。
2016年12月1日より気象庁が24時間体制で火山活動を監視する常時観測火山に追加されることとなった。

### 火山活動に伴う死亡事故
1997年には訓練中の自衛隊員3名が、窪地から噴出し、そこに滞留していた高濃度の二酸化炭素により窒息死する事故が発生している。また2010年6月には、酸ヶ湯温泉上方の登山道を外れた沢に於いて、山菜採りに訪れていた女子中学生1名が、現場に滞留していたと考えられる火山ガスによって、中毒死する事故が発生している。

## 自然

### 湿原

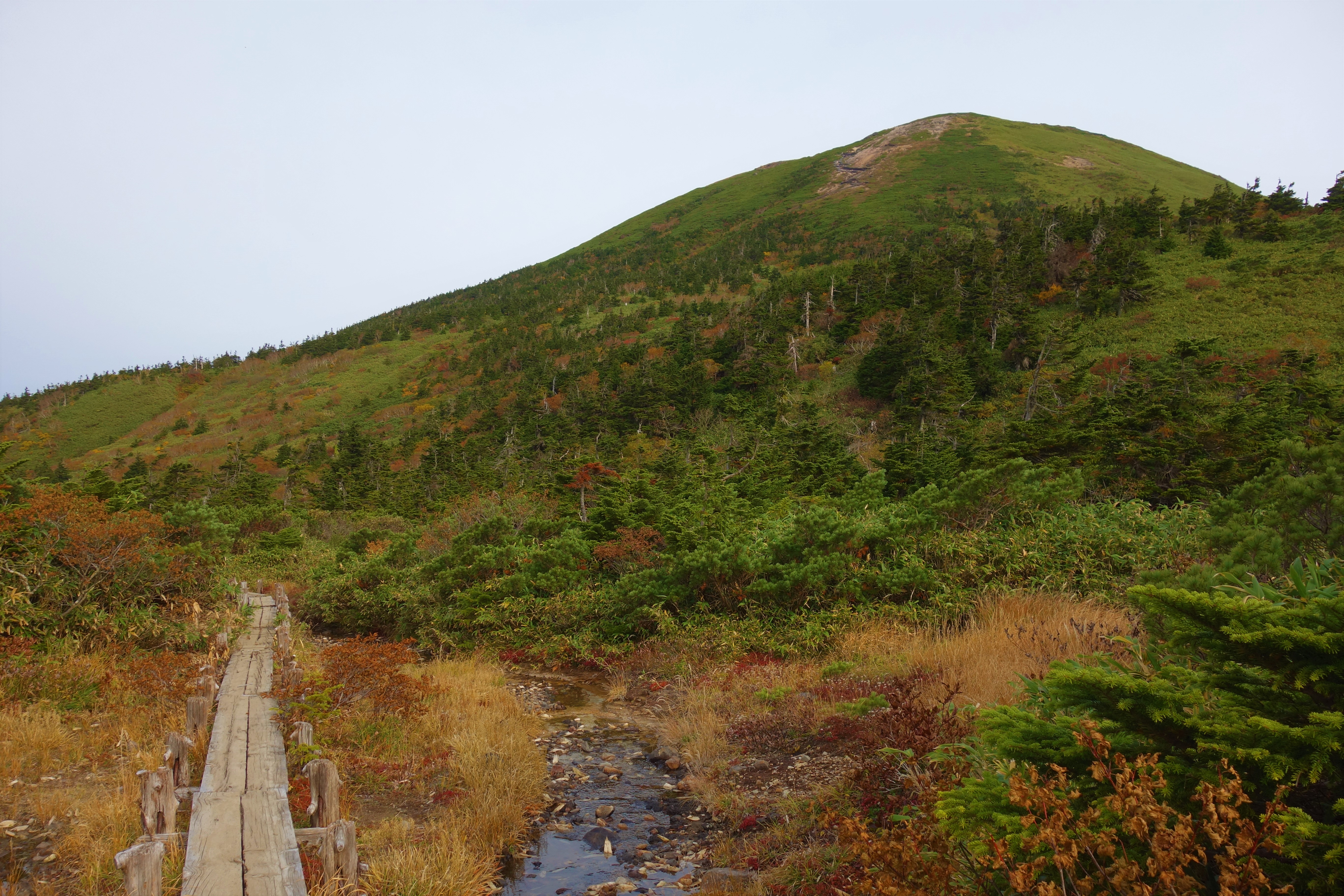
仙人岱からの大岳

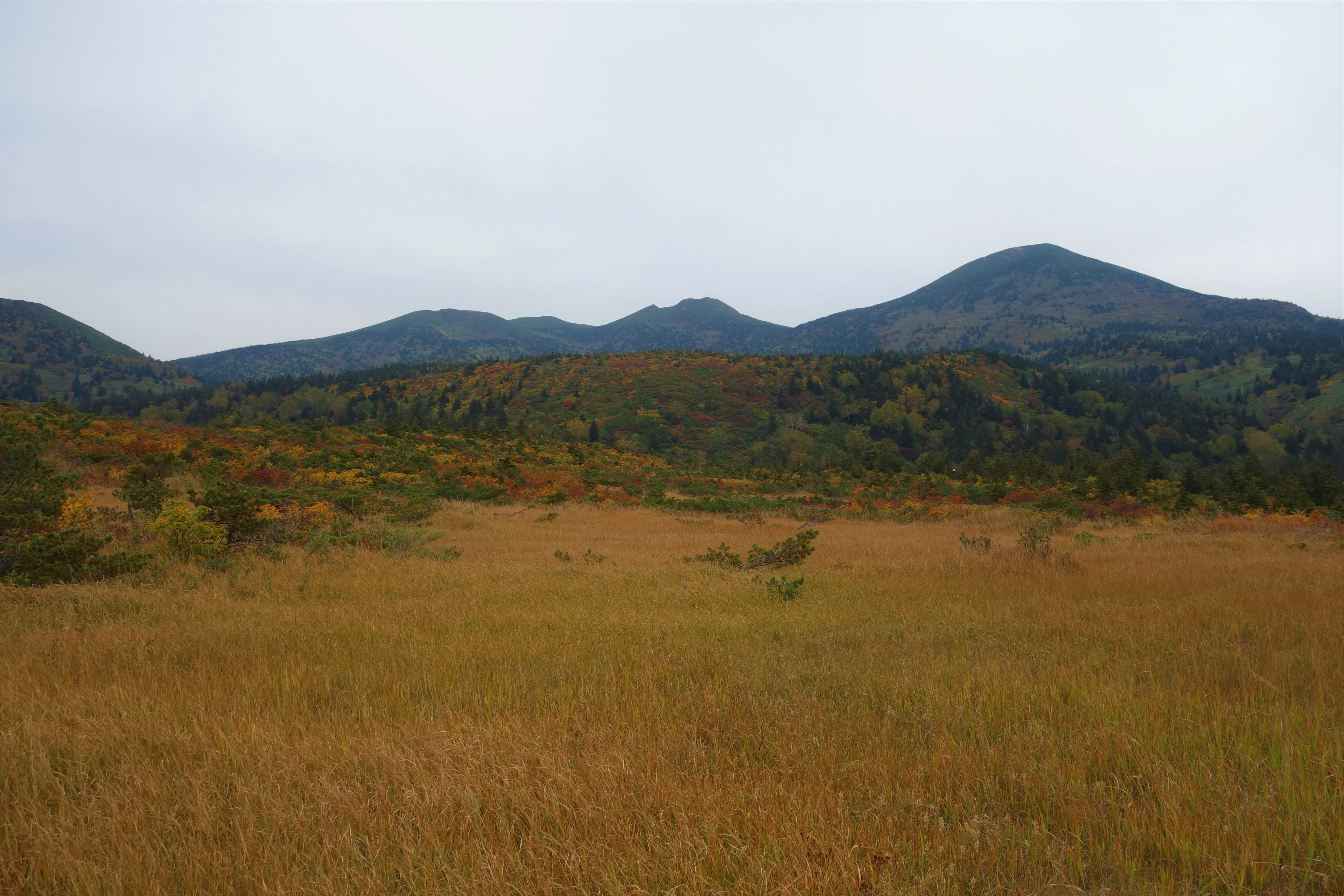
下毛無岱からの赤倉岳、井戸岳、大岳

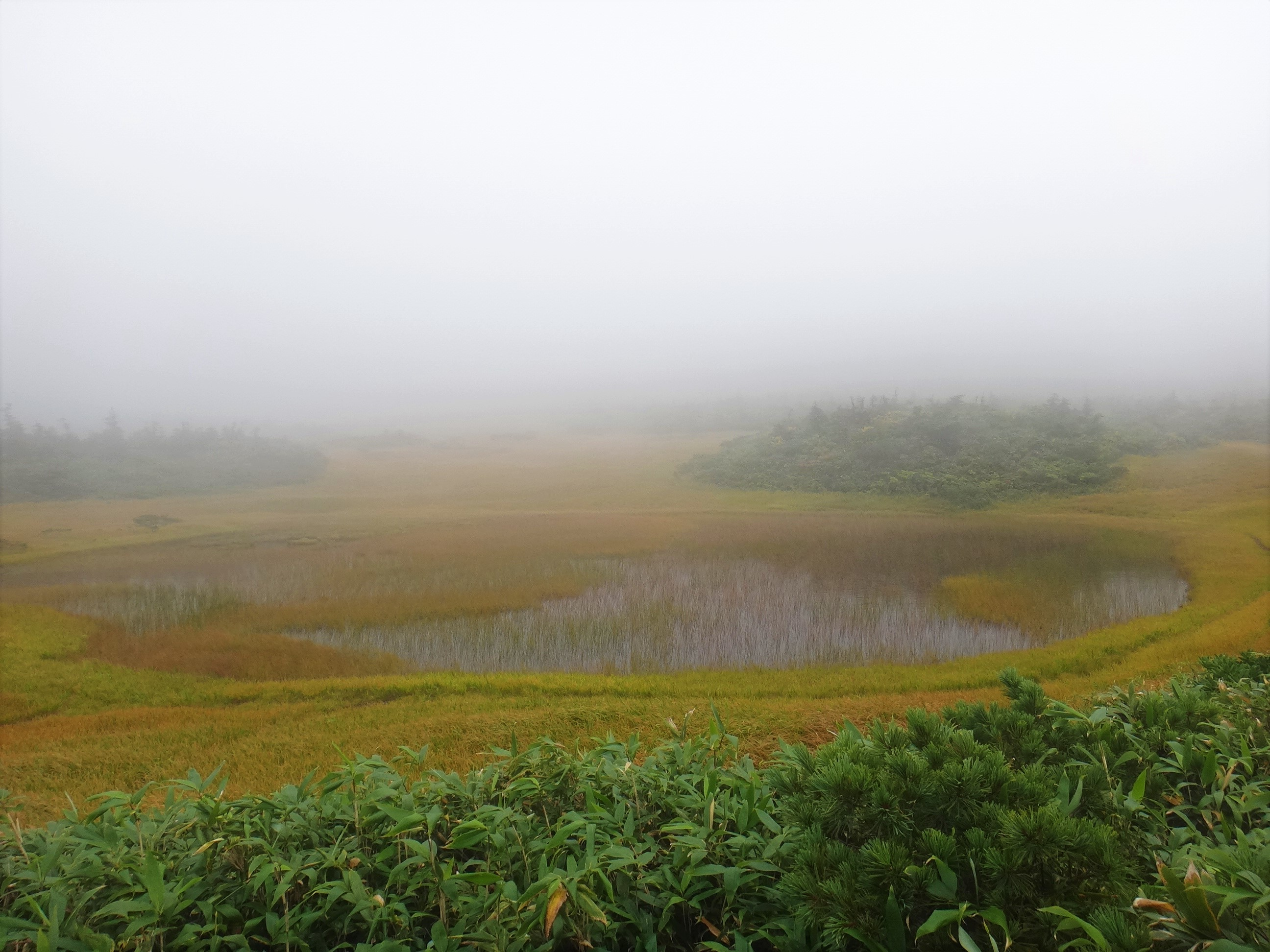
田茂萢湿原

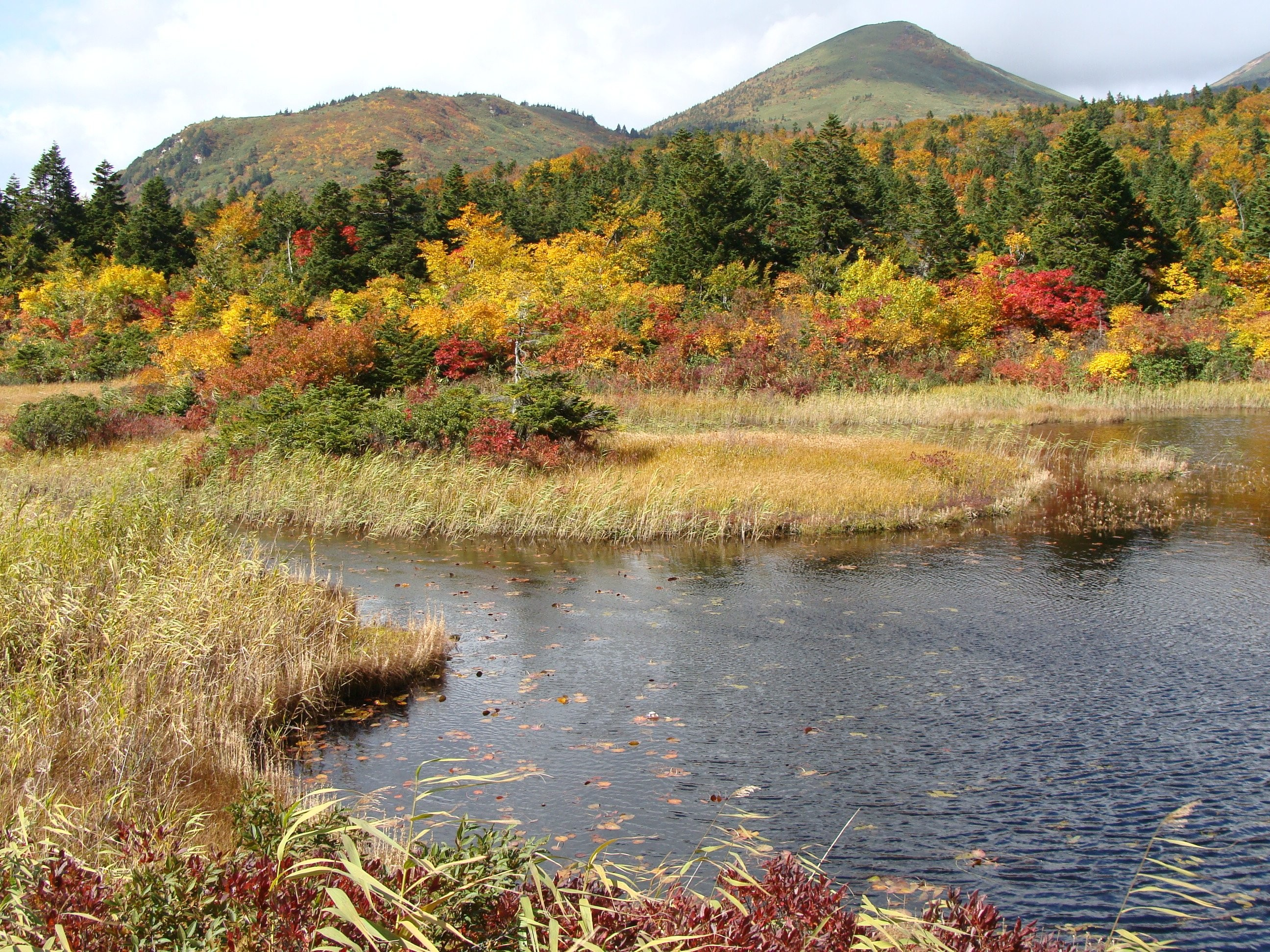
紅葉の頃の睡蓮沼
右が硫黄岳、左が石倉岳

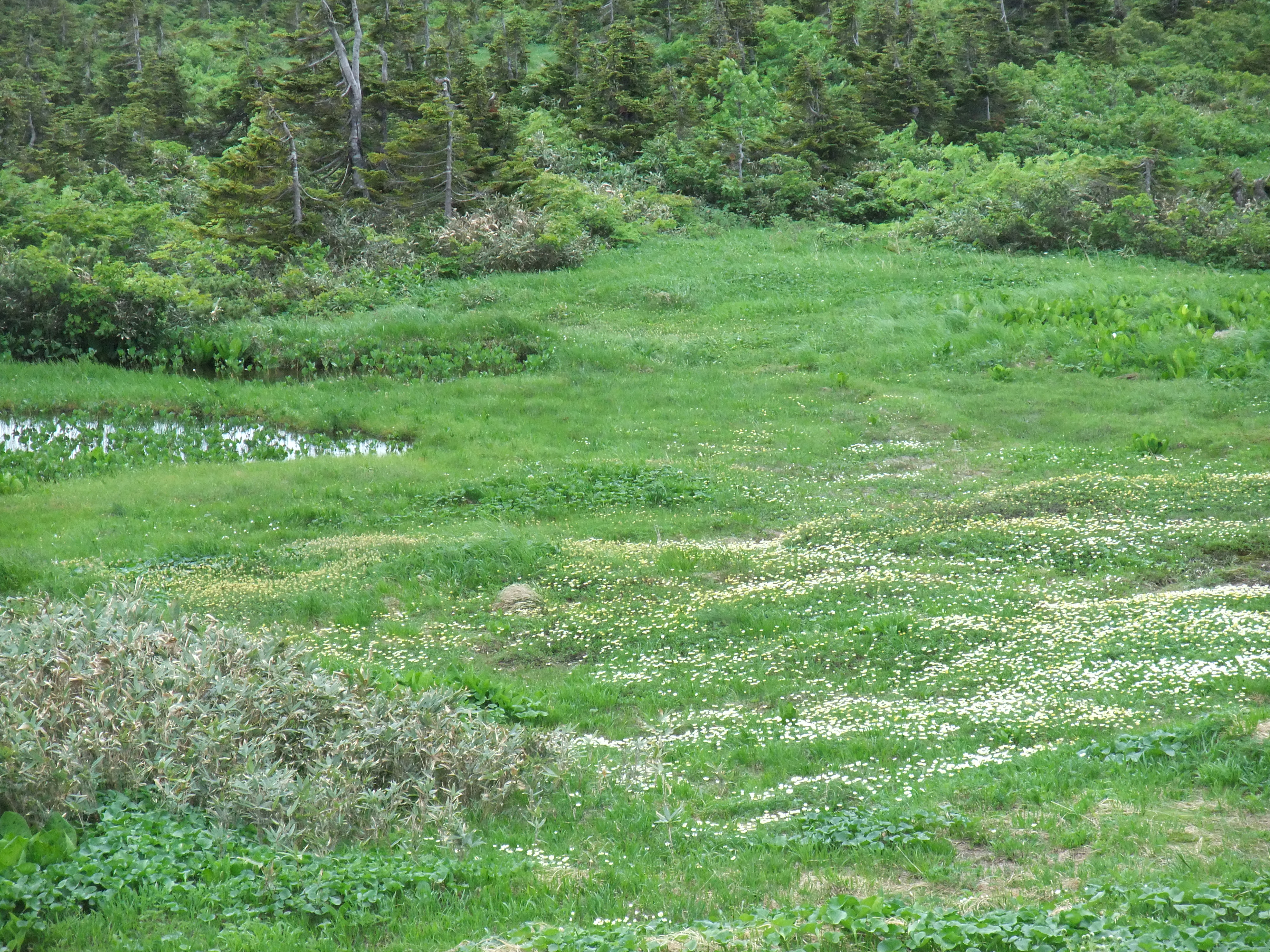
ヒナザクラが群生する黄瀬萢

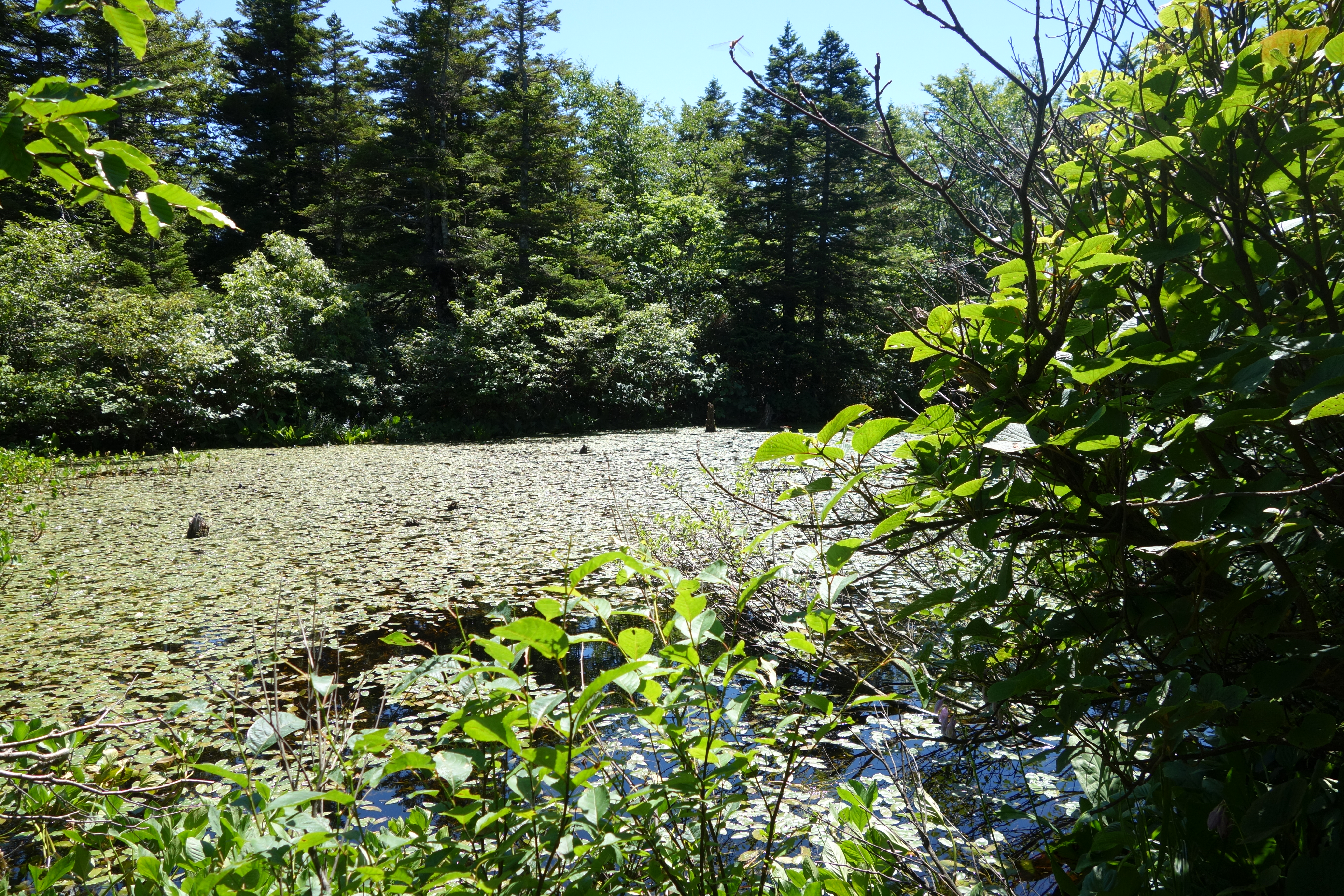
枯木沼

八甲田山には、名前の由来の通りにたくさんの高地湿地があるので有名である。八甲田山が他の高山に対して景観上の特異性を持っているのは、この湿原群に負うところが大きい。

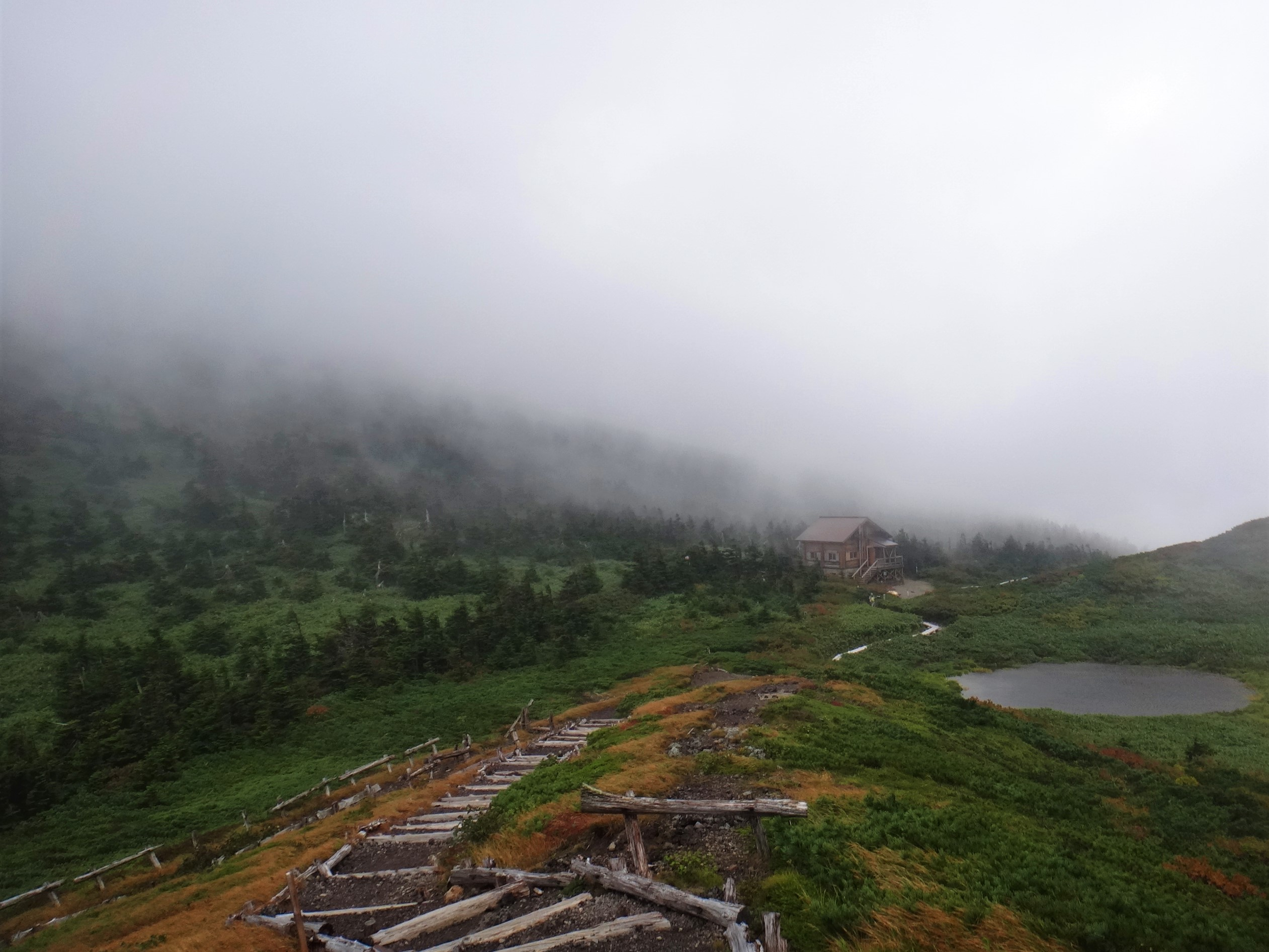
大岳避難小屋

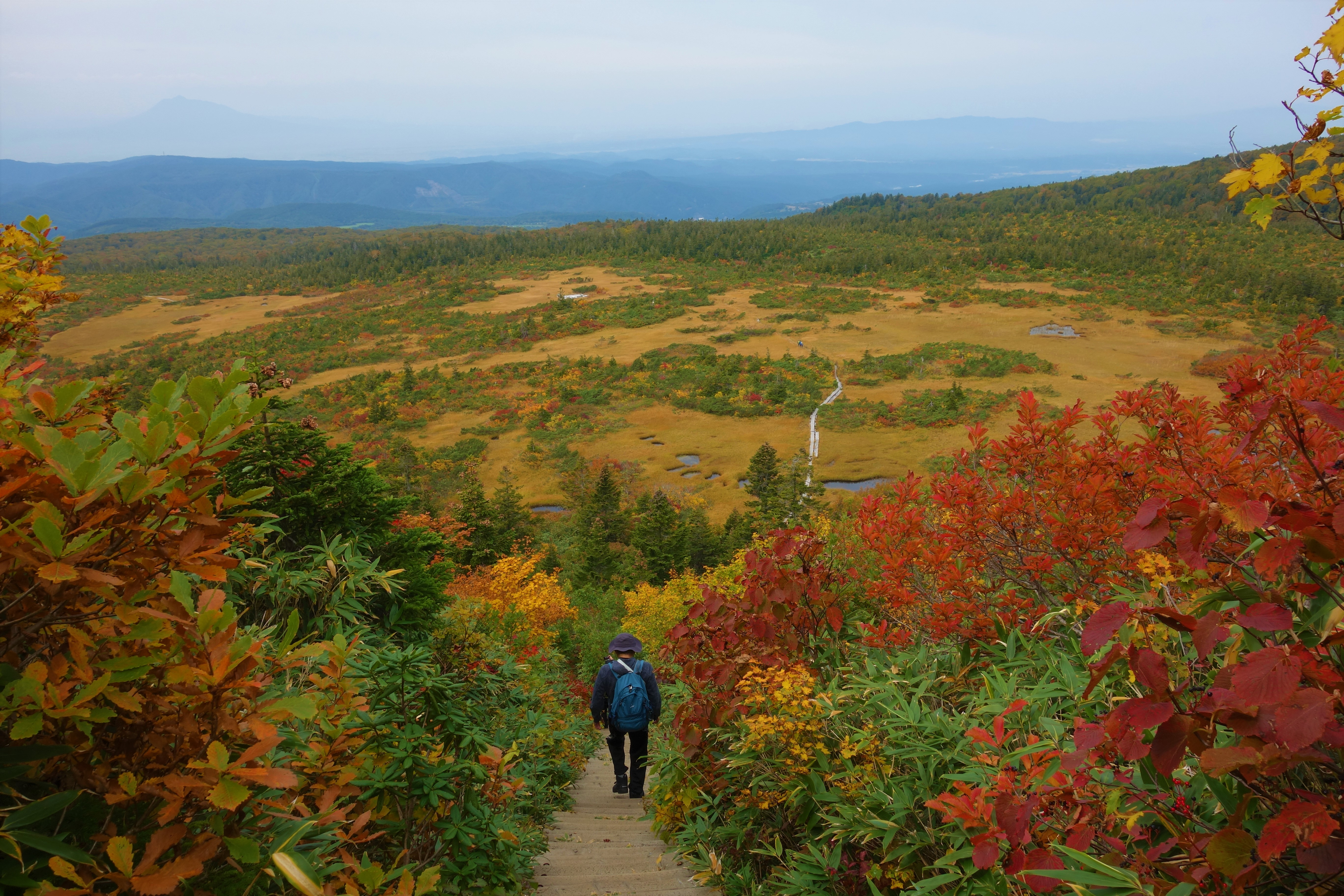
上毛無岱からの下毛無岱

- 仙人岱
仙人岱（せんにんたい）は酸ヶ湯温泉（＠八甲田ビジターセンター）から大岳へ登る途中の比較的頂上近くにあり、「辰五郎」水飲み場がある。またここはヒメワタスゲの分布南限地となっていて、ヒナザクラ、アオノツガザクラ、モウセンゴケ、コバイケイソウなども生育している。木道もあるが、以前の登山者による過度の踏みつけにより、荒廃が激しく裸地化している場所が多く、現在植生の復活が図られている。モリアオガエル、ヤマアオガエル、イモリなどの両生類も多く見られる。

- 毛無岱
毛無岱（けなしたい）は大岳から大岳鞍部避難小屋から別ルートで酸ヶ湯温泉に下る途中にあり、上毛無岱・中毛無岱・下毛無岱の広大な湿地である。中毛無岱からの階段から望む下毛無岱の全景は多くの登山者が足をとめ写真を撮る絶好のポイントとなっている。テラスがあり、そこで風景を見ながら休憩することもできる。

- 田茂萢
田茂萢（たもやち、東北地方で萢＝谷地＝谷戸）は八甲田スキー場の八甲田ロープウェイで登る田茂萢岳（標高1324ｍ）頂上に広がる湿原で、木道がヒョウタン（英語でgourd＝ゴード）のように8の字になっているゴードラインを歩くことができる。晴れていれば赤倉岳・井戸岳・大岳が眼前に見えて、そこへ縦走する山道もあり、毛無岱へ抜ける道もある。ミツガシワ、チングルマ、ヒナザクラ、エゾシオガマなどが見られる。特に7月下旬から8月中旬のキンコウカの群生と、10月上旬の草紅葉は見事である。山頂公園駅には売店やトイレ、食堂などが完備されている。

- 睡蓮沼
睡蓮沼（すいれんぬま）は国道103号・国道394号の睡蓮沼バス停から階段を登ったところにある沼で、アクセスはよい。入り口に小さな木道があるが、沼をめぐる木道はない。睡蓮沼の名前は、沼に生えるヒツジグサに由来する。睡蓮沼を含んだ付近一帯の湿地は高田谷地といい、高田大岳の西南部にある。観望デッキやトイレが完備されている。
- 田代平湿原(田代萢)
田代平（たしろたい）湿原は八甲田温泉近くにある湿原。青森市の天然記念物に選ばれている。他の湿原と比較して標高が低いので趣が異なっている。ここに生育するのは、他の沼地に生育するヒツジグサと違い、開拓民が持ち込んだものがそのまま定着した温帯性のスイレンである。八甲田温泉から湿原に入ることができ、湿原の端には青い鳥居が立つ龍神沼がある。湿原内の道路は1周およそ1時間程度である。6月中旬にはワタスゲの穂が満開となり一面の海のようになる。同じ頃レンゲツツジやヒメシャクナゲ、ツルコケモモも見ることができる。6月下旬にはニッコウキスゲ、7月にはキンコウカ、カキラン、モウセンゴケ、ムラサキミミカキグサ、タヌキモ、タチギボウシ、ネジバナなどを見ることができる。8月下旬にはウメバチソウ、サワギキョウ、ナガボノシロワレモコウ、タチアザミが咲く頃には秋の気配が漂ってくる。
- 地獄萢
酸ヶ湯温泉付近の地獄沼の東部にある湿原。
- 赤水萢
酸ヶ湯温泉付近の赤水沢の上流部で地獄萢の南部にある湿原。
- 谷地湿原
谷地温泉の東部にある湿原。谷地湿原そのものには立ち入りはできないが、谷地温泉手前の展望台付近や国道の傍らから湿原植物を見ることができる。
- 横沼萢
逆川岳南側の横沼の西に続く湿原。
- 逆川萢
駒ヶ峰、櫛ヶ峯の北側、逆川上流一帯の湿原の総称。
- 矢櫃萢（矢櫃湿原）
猿倉温泉から通称旧道をたどり、矢櫃橋手前にある小湿原。ワタスゲやチングルマ、キンコウカなどが目立つ。
- 一ノ沢分岐の湿地帯
旧道と乗鞍岳への登山道との分岐地点にある湿地帯。シナノキンバイ、ハクサンチドリ、コバイケイソウ、イワイチョウなどが咲く。
- 黄瀬沼分岐の湿原（地獄峠）
旧道の黄瀬沼分岐地点にある湿原。旧道から南に分岐すると直ぐに池塘が点在する湿原がある。このほか、一ノ沢分岐から地獄峠の間にも多くの小湿原が点在する。

- 黄瀬萢（黄瀬田形萢）
旧道の櫛ヶ峯登山道との分岐地点付近にある湿原。年によってはヒナザクラが群生する。チングルマ、ヒツジグサ、ニッコウキスゲ、コバイケイソウ、ミズバショウ、ツルコケモモ、ヒメシャクナゲ、ミズギク、カワズスゲ、ヤチスゲ、ワタスゲ、キンコウカ、ウメバチソウ、ウラジロレンゲツツジ、イワカガミ、ショウジョウバカマ、イワイチョウ、ヒナザクラ、シラネニンジンも見られる。旧道脇にはオオタカネバラが咲く。湿原中央部にあるやや大きな池塘にはヒツジグサやミツガシワ、北八甲田にはないネムロコウホネが花を咲かせ、水際にはタニギキョウが生えている。この池塘の近くに生えているヒノキアスナロは、藩政時代に放牧の目印として植えられたものではないかと言われていて論議になっていたが、自生のものと結論づけられた[17]。
- 黄瀬沼萢
乗鞍岳南腹の黄瀬沼付近の湿原。ウサギギク、ワタスゲの群生が見られる。コバイケイソウやトウゲブキ、ツルコケモモなども咲く。黄瀬沼の湖畔は湿原となっており、木道で南端まで移動することができる。
- 袖ヶ谷地（ソデカ萢）
御鼻部山山頂近くにある御鼻部口から入山し、北に2時間ほど旧道を歩いた所にある湿原。道の左右に湿原が広がっており、ミズギクやタチギボウシ、サワギキョウなどが咲く。標高は860m程度である。袖ヶ谷地の西側湿原を突っ切って踏み跡をたどり、藪を漕いで西へ行くこと5分ぐらいのところにソデカの杉がある。神社の杉木立を思わせるような太い杉の群落がある。通常この地区の杉が育成できる限界は標高700m程度なので、各種の研究所で調査研究が行われている。藩政時代の放牧の目印として植えられたものとも言われている[18]。

- 前谷地
袖ヶ谷地からさらに北に30分ほど歩いた所にある湿原。ここまでは明瞭な道が続いている。植生は袖ヶ谷地と似ている。
- 大谷地（大田代）
前谷地から北に50分程度歩いた所にある広大な湿原。滝ノ又沢と黄瀬川との中間にあり、黄瀬萢の南に広がっている。キンコウカの群生が見られるほか、チングルマ、モウセンゴケ、タチギボウシなどが生育している。大谷地を過ぎて北に行くと、枯木沼がある。枯木沼は道路工事によって小沢がせき止められてできたもので、元々湿地だったため周囲にはフイリミズバショウが生えている。フイリミズバショウはここから黄瀬萢まで分布している。

### 高山植物
八甲田山には湿原が多く、イワイチョウ、 モウセンゴケ、ミズバショウが見られる。山にはアオモリトドマツ（オオシラビソ）の林があり、稜線にはハイマツが茂っている。
大正時代、酸ヶ湯温泉を経営していた郡場直世の妻・フミは、近辺の高山植物を採集してその標本を各地の研究機関に寄贈した。彼女の功績によって早くから八甲田山の植生が研究されており、そのため酸ヶ湯温泉の付近に1929年東北帝国大学の研究施設（東北帝国大学八甲田山植物実験所、東北大学植物園八甲田分園）が作られた。また彼女の息子・郡場寛は植物学者でもあり、京都大学名誉教授・弘前大学学長である。

## レジャー

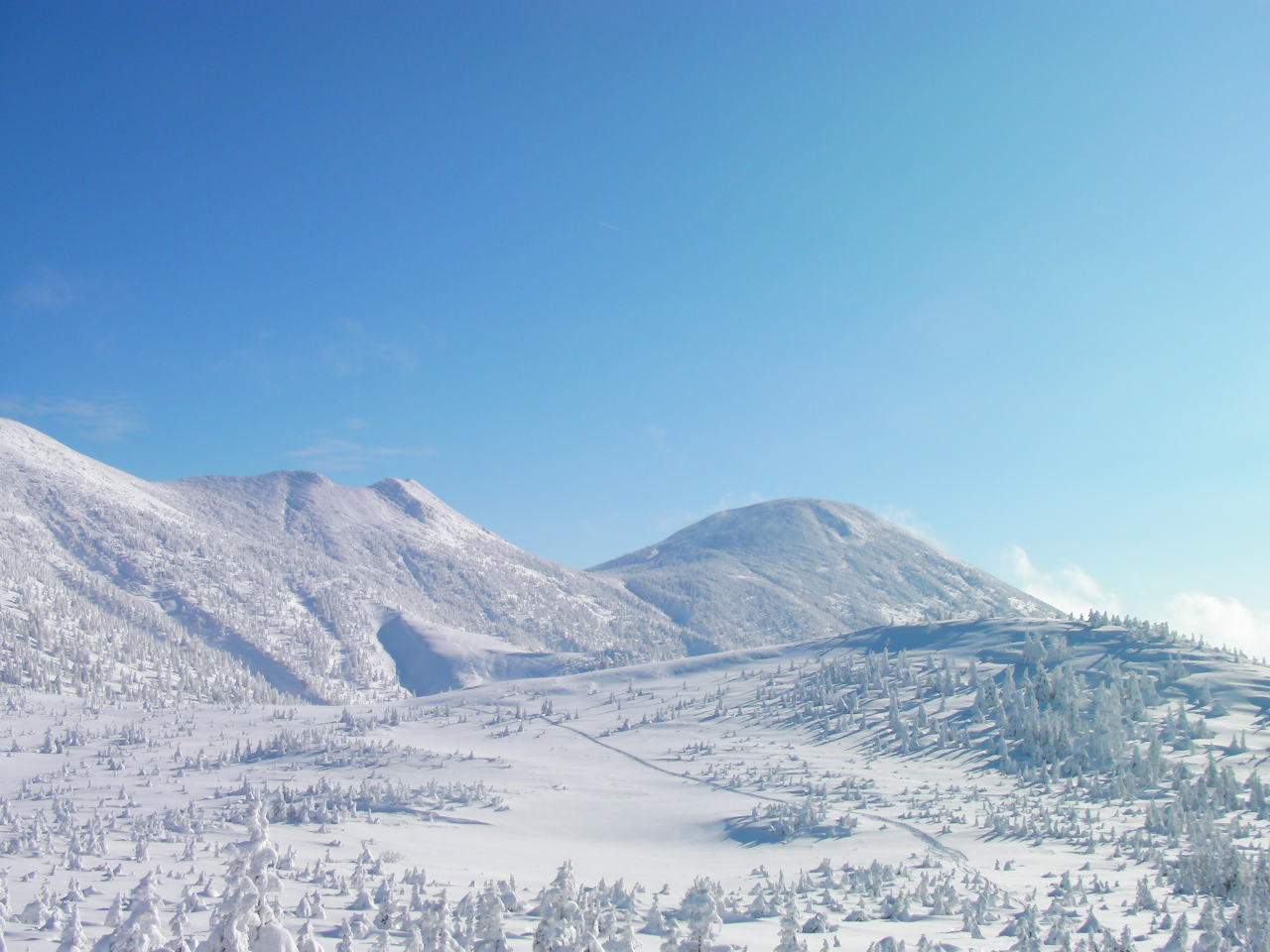
ロープウェイ山頂付近から見た冬の八甲田山
井戸岳(左)と大岳(右奥)を望む。左端に見切れているのが赤倉岳。大岳の右手前が田茂萢岳。

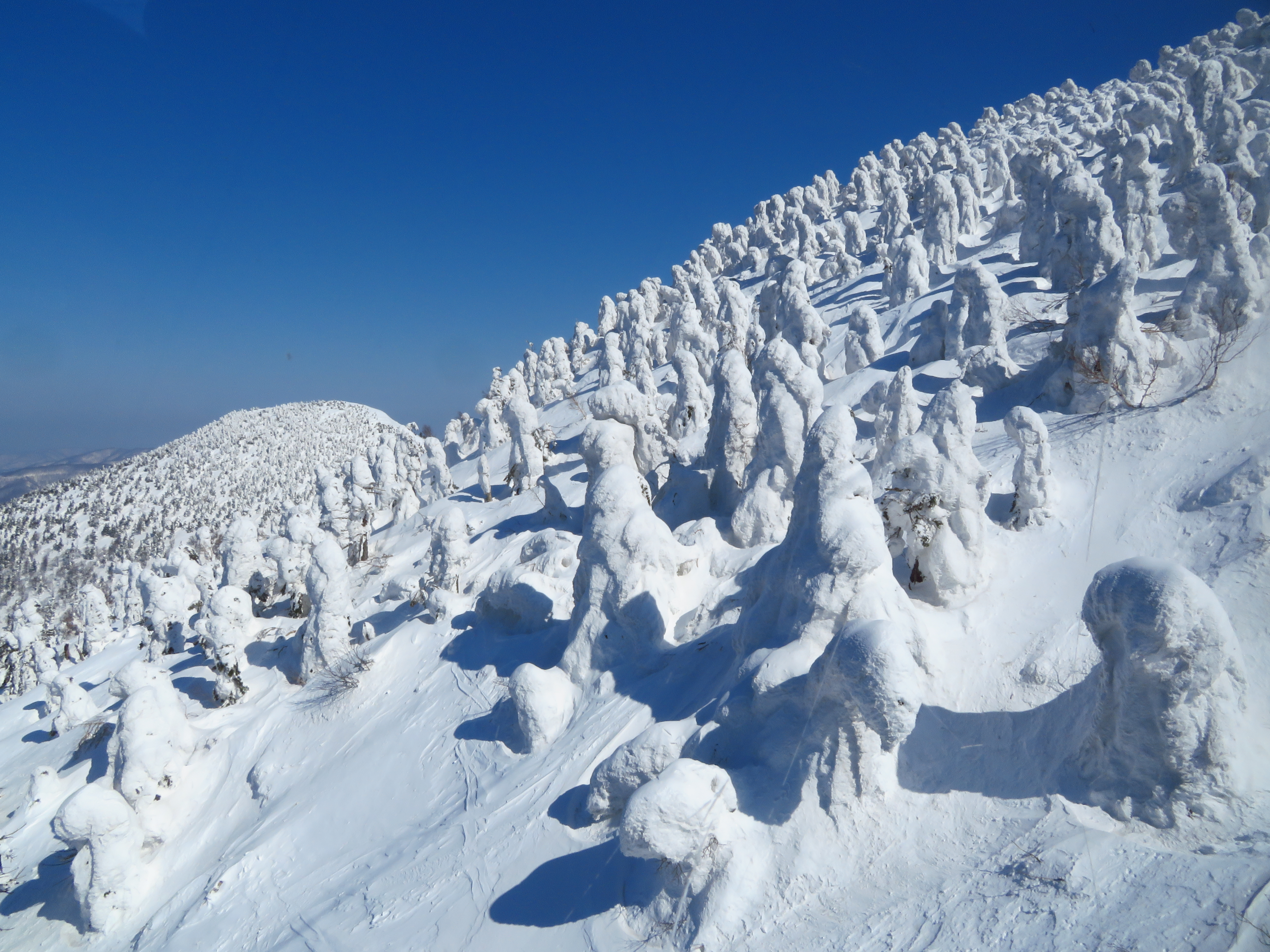
八甲田の樹氷（日本三大樹氷）

標高1,584mの大岳のほかに、田茂萢岳（たもやちだけ）、赤倉岳、小岳、高田大岳などの山々がほとんど同じ高さで並んでいる。ロープウェイは田茂萢岳に設置されており、冬はスキー、積雪期以外ならハイキング気分で山歩きが楽しめる。秋には全山紅葉し見事な錦秋模様となる上、登山道沿いにはコケモモやガンコウランがたくさん実をつけており、目と舌の両方を楽しませてくれる。また、冬季には東北地方でも有数の豪雪と強い季節風によりアオモリトドマツに見事な樹氷を楽しむことができる。加えて、山麓に散在する温泉群は、多様の泉質で味わい深い。

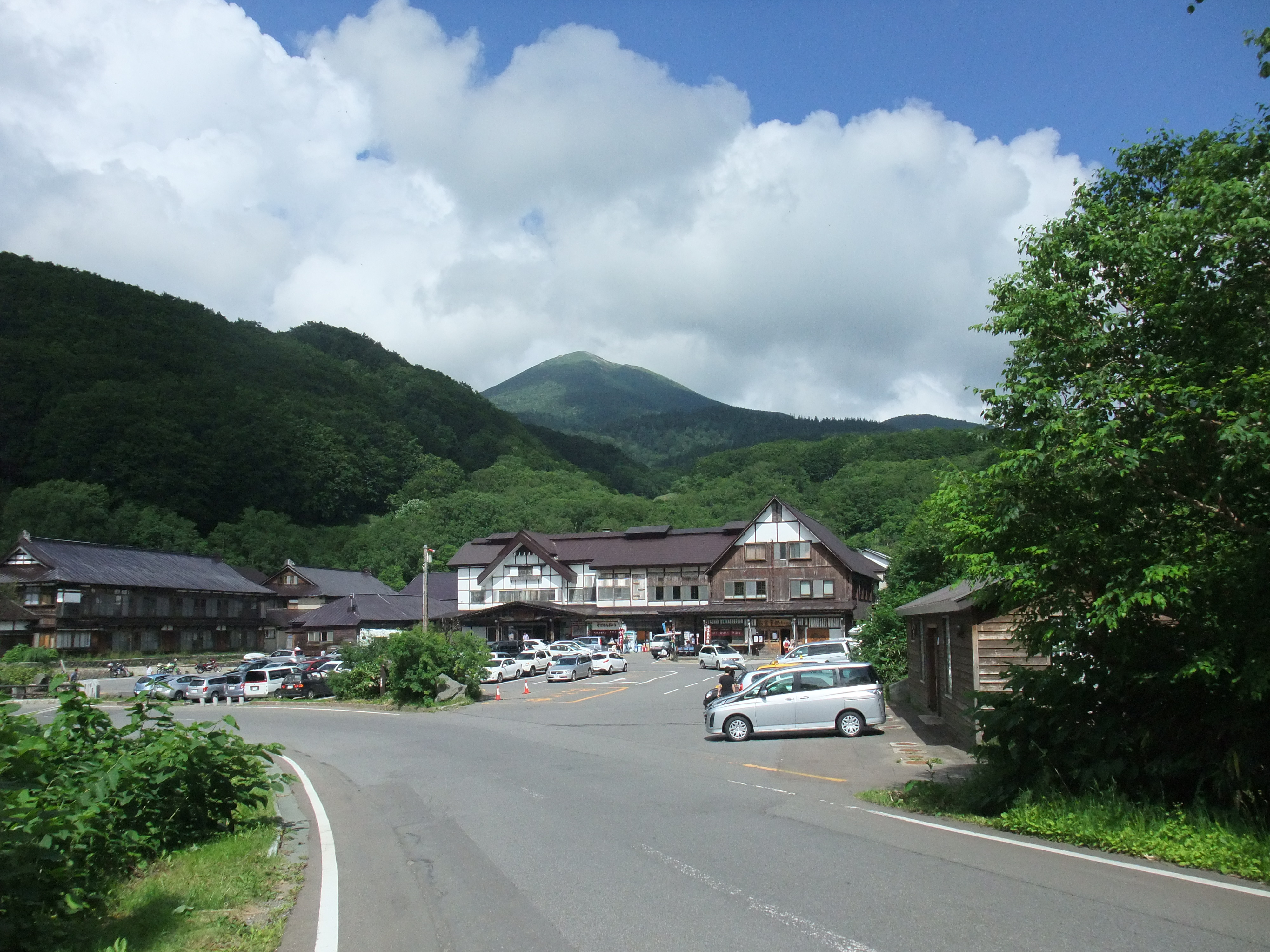
酸ヶ湯方面から見た八甲田山大岳

### モデルコース
- 酸ヶ湯温泉バス停→仙人岱→八甲田大岳→毛無岱→酸ヶ湯温泉バス停・所要時間5時間（標高差700m）

### 山岳スキー
日本有数の山岳スキー場としても有名で、6km前後の各コースを約半年にわたり楽しむことが出来る。しかし、毎年のように死者が発生する。正規コースには目印となるポールが立てられているが、吹雪や雲中ではひとつ下のポールさえ見えないことがある。遭難はこうした悪天候の影響よりも、意図的にコースを逸脱したケースが多い。

### 行楽
- 萱野高原：八甲田山北西の山麓にある高原[19]。施設として茶店の「カヤ野」や「長生きの茶屋」、「ひょうたん茶屋（旧・萱野茶屋を改装し2024年4月に開店）[20]」がある[19]。
- 田代平（タシロダイラまたはタシロタイ）：県道40号沿い、赤倉岳・雛岳の北東になだらかな草原が広がる。茶店が3軒あり宿泊営業もあるため、登山の拠点となる。

### 温泉
麓には千人風呂が有名な酸ヶ湯がある。その他にも城ヶ倉温泉、谷地温泉、猿倉温泉、蔦温泉、八甲田温泉、田代平温泉、など山のいで湯があちこちに湧出している。

## 南八甲田・旧道(旧県道)
猿倉温泉から南八甲田を貫き御鼻部山にいたる27kmの山道。登山家には軍用道路として作られたと伝わっている話もあるが、昭和9年から昭和11年までに青森県議会議員の小笠原八十美が青森県に冷害による貧民救済として造らせた自動車道である。南八甲田登山のメインルートとして多くの登山者に利用されている。
猿倉温泉から黄瀬萢の間は健脚向きの歩道状態が確保されているが、長年の植物遷移と洗掘が進んで歩行困難な箇所もある黄瀬萢から御鼻部山に向かうルートは、多くがやぶに覆われ、山慣れた人でないと容易に歩けない状態になっている。
多額の費用を掛けて造られた自動車道だったが、中道等の『十和田村史』では「この道には車が一台も通らなかった」とある。矢櫃橋から松次郎清水の間には現在でも大きな石が沢山放置されており、昭和初期の記録でもこのために自動車の通行は困難であろうとする記述がある。
- ルートは 猿倉温泉 - 猿倉神社跡 - 望甲台 - 矢櫃萢 - 矢櫃橋 - 見返り峠 - 松次郎清水(水場) - 一の沢分岐(乗鞍岳への登山道との分岐) - 地獄峠 - 黄瀬沼への分岐 - 崩落した2つの橋 - 駒ヶ峰分岐 - 黄瀬萢(櫛ヶ峯分岐) - 松森ヘアピンカーブ - 枯木沼 - 大谷地 - 前谷地 - 袖ヶ谷地 - 御鼻部山 である。
- 櫛ヶ峯分岐からは南八甲田櫛ヶ峯への登山道が分岐している。この登山道もヤブや洗掘が多い。
- 望甲台は矢櫃萢手前にあり西北に視界が展けている場所。登り初めてから初めて視界が広がる場所であった。現在は草木が繁茂して視界が限られている。見返り峠も東に視界が広がっている場所であったが、同様に現在は視界が限られている。
- 矢櫃橋は造られた当時はコンクリート橋であったが、1999年に崩壊。2004年に木の橋に作り替えられた。
- 矢櫃橋がある場所から、矢櫃川の下流方向約200〜300mの地点の矢櫃萢の傍らに、三本木営林署 (現・三八上北森林管理署)が建設した「矢櫃ヒュッテ」が戦前まであり、八甲田ツアースキーに利用されていた。戦前は「矢櫃ヒュッテ」の絵はがきが売り出されるほどだったが、猿倉温泉の建物同様に戦後直ぐの時代には崩壊していた。
- 地獄峠は乗鞍岳と駒ヶ峰の中間鞍部にある標高1270mのなだらかな峠である。
- 黄瀬萢から大谷地までは、この旧道は非常に深いヤブになっており、わずかに見える踏み跡をやっとたどることになる。